# Pont de pierre Vsekhsviatski

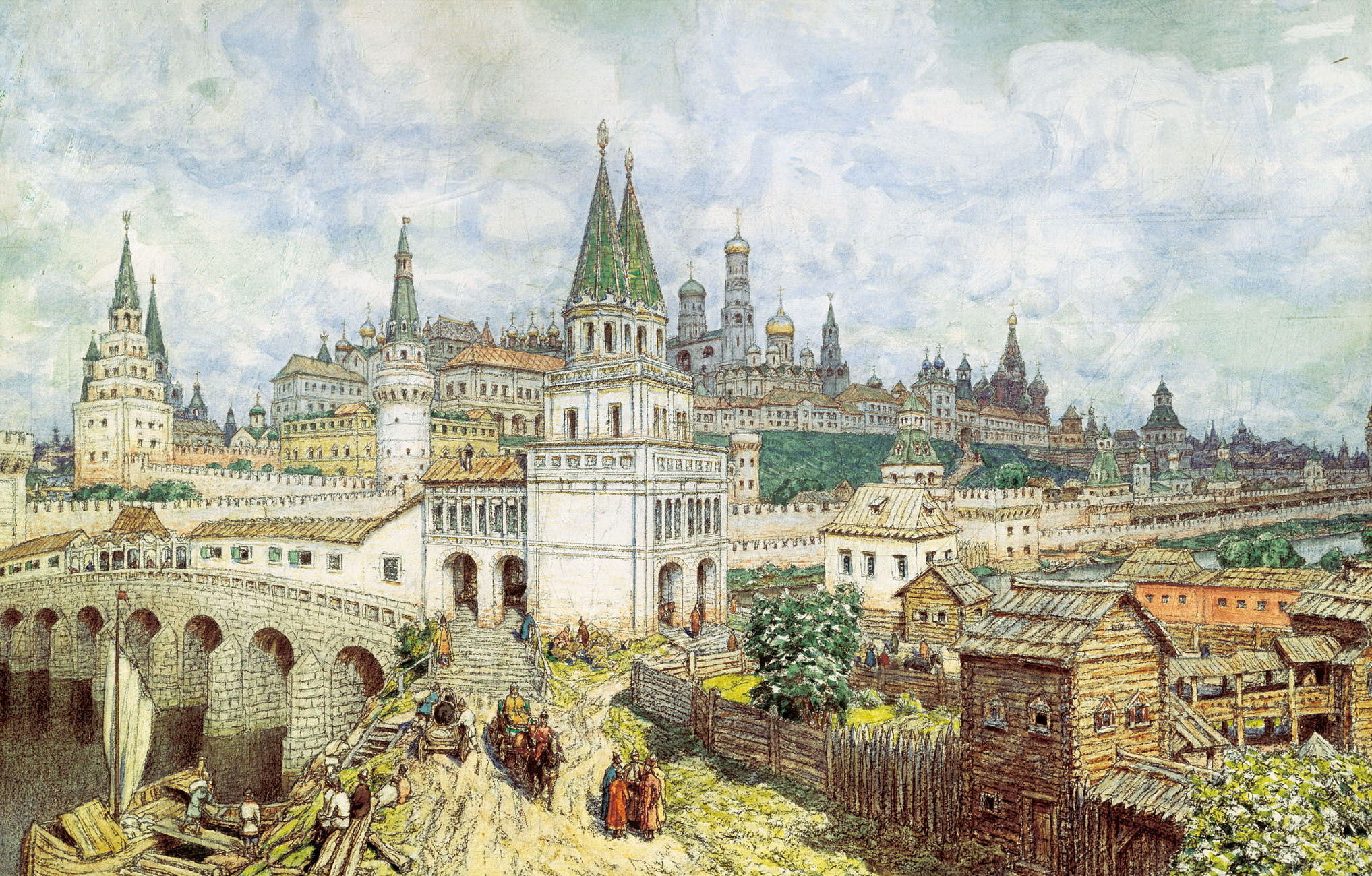
Apollinaire Vasnetsov, Apogée du Kremlin à la fin du XVII; le Pont de pierre. 1922, papier sur carton, charbon, aquarelle, crayon

Le pont de pierre Vsekhsviatski (en russe : Всехсвятский каменный мост, signifiant pont de pierre de tous les saints), précédemment appelé Pont de tous les saints, Nouveau pont de pierre ou Pont de pierre, est le premier pont en pierre permanent traversant la Moskova à Moscou. Édifié à la fin du XVIIe siècle, le pont relie Zamoskvoretche à Bely Gorod. Il est situé près de l'embouchure de la Neglinnaïa et de la tour Vodovzvodnaïa. Il a été reconstruit à plusieurs reprises et a existé jusqu'aux années 1850. À son emplacement, en 1858, a été construit le Grand Pont de pierre,.